# Soul Murder
Soul Murder je studiové album Barryho Adamsona z roku 1992. Bylo nominováno na Mercury Prize.

## Seznam skladeb
Autorem všech skladeb je Barry Adamson, pokud není uvedeno jinak.
| Pořadí         | Název                                       | Délka |
| -------------- | ------------------------------------------- | ----- |
| 1.             | Preface (Robert Fripp)                      | 1:13  |
| 2.             | Split                                       | 3:58  |
| 3.             | The Violation of Expectation                | 3:04  |
| 4.             | Suspicion (Adamson, Mort Shuman, Doc Pomus) | 4:05  |
| 5.             | A Gentle Man of Colour                      | 3:50  |
| 6.             | Trance of Hatred                            | 0:59  |
| 7.             | Checkpoint Charlie                          | 6:32  |
| 8.             | Reverie                                     | 4:51  |
| 9.             | Un Petit Miracle                            | 2:55  |
| 10.            | 007, A Phantasy Bond Theme                  | 3:57  |
| 11.            | The Adamson Family                          | 3:45  |
| 12.            | Cool Green World                            | 3:31  |
| 13.            | On the Edge of Atonement                    | 3:16  |
| 14.            | Epilogue                                    | 0:57  |
| Celková délka: | Celková délka:                              | 46:53 |

## Obsazení
- Barry Adamson – baskytara, klávesy, vokály, mluvené slovo
- Kevin Armstrong – kytara
- Lynne Baker – housle
- Malcolm Baxter – trubka
- Sarah Brown – vokály
- Patricia Knight – vokály
- Anne Lines – violoncello
- Billy McGee – dirigování, aranže smyčců
- Arthur Nichols – mluvené slovo
- Audrey Riley – violoncello
- Marcia Schofield – mluvené slovo
- Enrico Tomasso – trubka
- Chris Tombling – housle
- Anne Berland – vokály
- Deloray Campbell – vokály
- Peter Francis – vokály
- Caron Richards – vokály
- Steve Shaw – trubka
- Maria Zastrow – mluvené slovo
- Jonathan Carney – housle
- Phil Brown – basový pozoun
- Clive Dobbins – housle
- Pete Whyman – altový a tenorový saxofon